# Porto de Pedras
Porto de Pedras is een gemeente in de Braziliaanse deelstaat Alagoas. De gemeente telt 10.649 inwoners (schatting 2009).